# Кондратенко Іван Васильович
Іван Васильович Кондратенко (нар. 23 квітня 1923 — пом. 23 квітня 1971) — радянський військовик часів Другої світової війни, командир гармати 4-ї батареї 611-го винищувального протитанкового артилерійського полку, старший сержант. Герой Радянського Союзу (1943).

## Життєпис
Народився 23 квітня 1923 року в селі Олександрівці Одеської округи Одеської губернії (нині — Ширяївський район Одеської області) в селянській родині. Українець.
Здобув неповну середню освіту. Працював завідувачем клубу в рідному селі.
До лав РСЧА призваний у 1942 році. Учасник німецько-радянської війни з 1943 року. Воював на Західному, Брянському, Волховському, Воронезькому, 1-у та 2-у Українських фронтах. Двічі був поранений.
Особливо командир гармати 4-ї батареї 611-го винищувального протитанкового артилерійського полку старший сержант І. В. Кондратенко відзначився в боях під Курськом. 5 серпня 1943 року близько 30 танків супротивника сунули на 4-у батарею. В протистоянні з ворогом від батареї залишилась єдина гармата під командуванням старшого сержанта І. В. Кондратенка. Обслуга продовжувала поєдинок з танками супротивника. Сам командир, будучи пораненим, не полишив поле бою і виконував обов'язки навідника, що вибув. В ході бою обслуга знищила 3 середніх і 2 важких танки й підбила 1 важкий і 1 середній танк ворога. 21 серпня того ж року під час відбиття танкової атаки супротивника старший сержант Кондратенко проявив винятковий героїзм. Після нальоту ворожої авіації й артилерійського обстрілу, на батарею посунули 18 танків супротивника. Більшість радянських воїнів вибули зі строю, старший сержант Кондратенко залишився один біля гармати. Самотужки вступивши в бій, знищив 2 середніх танки, 1 важкий танк і самохідну гармату.
В подальшому брав участь у форсуванні Дніпра, визволенні Правобережної України, в бойових діях в Угорщині та Австрії.
Після демобілізації в 1945 році вступив до Заводівського зооветеринарного технікуму. Останні роки життя працював заступником директора технікуму з господарської частини.
Жив у селі Заводівка Березівського району Одеської області, де й помер 23 квітня 1971 року.

## Нагороди
Указом Президії Верховної Ради СРСР від 21 вересня 1943 року за зразкове виконання бойових завдань командування на фронті боротьби з німецькими загарбниками та виявлені при цьому відвагу і героїзм, старшому сержантові Кондратенку Івану Васильовичу присвоєне звання Героя Радянського Союзу з врученням ордена Леніна і медалі «Золота Зірка» (№ 2578).
Також був нагороджений низкою медалей, в тому числі «За відвагу».